# 미노치촌 (오카야마현)
미노치촌(水内村)은 오카야마현 기비군에 있던 촌이다. 현재의 소자시의 일부에 해당한다.

## 역사
- 1889년 6월 1일 - 정촌제 시행에 의해 가토군 미노치촌이 발족하였다.
- 1900년 4월 1일 - 군의 통합에 의해 기비군에 소속되었다.
- 1952년 4월 1일 - 도미야마촌, 히요시촌, 시타구라촌과 합병, 정으로 승격해 쇼와정이 신설하여 폐지되었다.

## 교통
1930년에 미노치 내교가 완성되어 소사에서 버스가 1일 2회 왕복하자 나룻배는 폐지되었다. 1934년에 무로토 태풍에 의해 미노치교는 유출되었고, 1938년에 복구되었다

## 참고문헌
- 角川日本地名大辞典 33 岡山県
- 『市町村名変遷辞典』東京堂出版、1990年。